# Red Fang (band)
Red Fang is een stonerrockband uit Portland, Oregon. De band werd in 2005 opgericht waarna ze in augustus 2008 hun eerste split uitbrachten samen met de band Tweak Bird.

## Geschiedenis
In 2009  bracht de band hun debuutalbum Red Fang uit. De nummers op het album zijn samengesteld uit twee eerder opgenomen Ep's en een nog niet eerder uitgebracht nummer.
Om dit album te promoten brachten ze een muziek video uit voor het nummer 'Prehistoric Dog'.
Tussen 2011 en 2021 bracht de band nog vier albums uit.

## Discografie
- 2009 Red Fang
- 2011 Murder the Mountains
- 2013 Whales & Leeches
- 2016 Only Ghosts
- 2021 Arrows

## Bandleden
- Bryan Giles - Gitaar, Zang
- Aaron Beam - Basgitaar, Zang
- David Sullivan - Gitaar
- John Sherman - Drum